# Asesinato por decreto
Asesinato por decreto es una película del género suspense estrenada en 1979. Fue dirigida  por Bob Clark y protagonizada por Christopher Plummer, James Mason y David Hemmings. En la cinta aparecen los personajes de Sir Arthur Conan Doyle, Sherlock Holmes y el Doctor Watson, investigando los casos del asesino en serie conocido como Jack el Destripador. La historia detrás del argumento de la película procede del libro Jack the Ripper: The Final Solution de Stephen Knight, aunque los nombres de muchos de los involucrados fueron cambiados. La interpretación de Sherlock Holmes realizada por Plummer ha sido calificada como «brillante», por su parte la de Mason es valorada por Carlos Díaz Maroto como la mejor que se ha hecho de John H. Watson.

## Argumento
En 1888 en el área de Whitechapel en Londres sucedieron una serie de homicidios extraordinariamente brutales con un distintivo modus operandi. Todos las víctimas eran prostitutas, los crímenes ocurrieron a pocas calles de distancia, tarde por la noche o muy temprano por la mañana, de una manera particularmente sangrienta y fueron cometidos por un desconocido que más tarde fue denominado Jack el Destripador. El jefe de Scotland Yard, con renuencia, solicita la ayuda del famoso detective Sherlock Holmes que, junto al Doctor Watson, terminan investigando los brutales asesinatos. Finalmente se descubre que están implicados destacados personajes de la sociedad en una especie de conspiración en la que también participan miembros de la francmasonería y de la familia real británica.

## Reparto
Los papeles estelares son:
- Christopher Plummer....Sherlock Holmes
- James Mason....Dr. Watson
- David Hemmings....Inspector Foxborough
- Susan Clark....Mary Jane Kelly
- Frank Finlay....Inspector Lestrade
- Anthony Quayle....Sir Charles Warren
- Donald Sutherland....Robert James Lees
- Geneviève Bujold....Annie Crook
- John Gielgud....Lord Salisbury